# 伊木忠澄

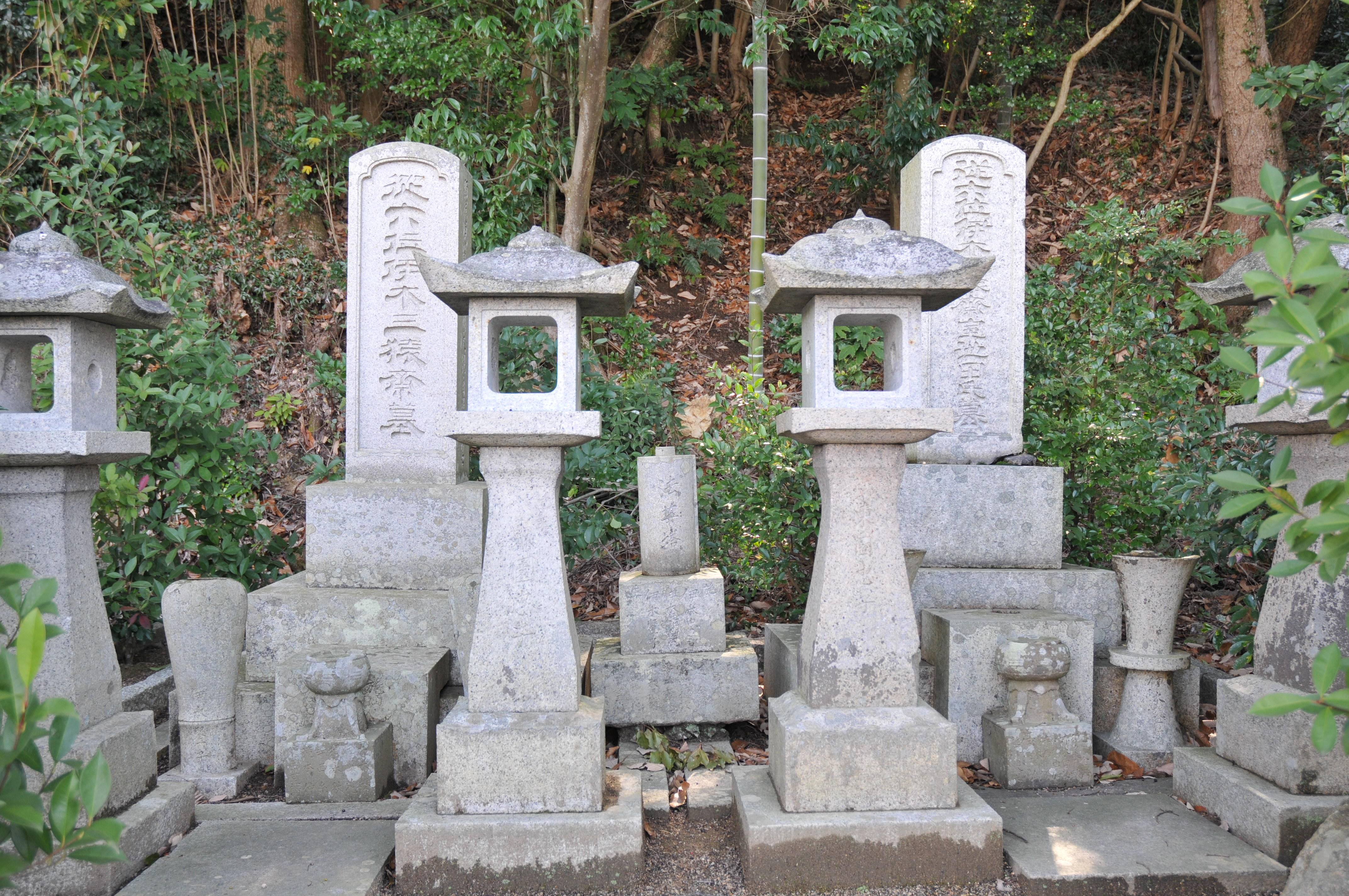
伊木忠澄夫妻の墓（少林寺）

伊木 忠澄（いぎ ただずみ）は、幕末の岡山藩筆頭家老、茶人。伊木家14代当主。通称は若狭、のち長門と改める。号の三猿斎（さんえんさい）で呼称されることが多い。

## 生涯
岡山藩家老である土倉一静の三男として側室との間に生まれる。幼名は助作。土倉家では慣例により側室の子は菅姓を名乗ったため、菅助作と称した。
天保3年（1832年）12月、実兄である伊木忠正（土倉一静の二男）が16歳で死去したため、伊木家の養子となる。天保4年（1833年）3月、伊木家の家督を相続する。翌天保5年（1834年）、元服する。天保10年（1839年）、生坂藩主池田政恭の娘・治重（ちえ、のち清と改める）と婚姻する。
天保13年（1842年）、藩主池田斉敏が在国中に急死した。忠澄は隠密裏に鴨方藩主池田政善の娘を斉敏の養女とした。豊前国中津藩主奥平昌高の二男との婚姻を取り付け、池田慶政として藩主に迎えた。この年、初めて江戸に出て新藩主との目通りを行い、幕閣への挨拶を行った。さらにこの年、知行地の虫明にあった池奥窯の焼き物が備前焼の偽物として事件に発展していた。このため池奥窯を廃窯し、新たに京都の陶工・清風与平を虫明に呼び、釉薬を使った楽焼風に改めて興し、茶器を焼かせた。これは虫明焼として、今日まで続いている。
嘉永6年（1853年）、浦賀に黒船が来航する。岡山藩は他藩と同様、幕府より江戸周辺の警護を命じられ、翌嘉永7年（1854年）、忠澄は藩兵を率いて現在の千葉県館山市周辺の警護を行った。安政2年（1855年）、同じく家老の天城池田家と交代して帰国した。
文久2年（1862年）、通称を若狭から長門に改める。文久3年（1863年）、水戸藩主徳川斉昭の九男・九郎麿が慶政の娘・萬須子と婚姻し、婿養子となる。この年、慶政が隠居し、九郎麿改め茂政が藩主となった。
元治元年（1864年）の第一次長州征討に際し、茂政は征討に批判的であったため、岡山藩の藩論もこれに同調した。忠澄は藩を代表して姫路に赴き、征長総督徳川慶勝に面会して進軍の中止を求めた。しかし要求は却下され、12月に忠澄はやむなく藩兵を率いて西に向かい、翌元治2年（1865年）正月に帰国した。同年4月、忠澄は家督を嫡子の忠恭に譲り隠居したが、引き続き藩政には関わった。
慶応2年（1866年）の第二次長州征討では、忠澄は備前・播磨の国境で長州征討軍を阻止する計画を立てたが、藩が朝敵となることを恐れ、形式的に備後国まで藩兵を進めた。
大政奉還の翌年、慶応4年（1868年）より始まった戊辰戦争では、岡山藩は官軍側として参戦した。官軍への配慮から将軍徳川慶喜の実弟である茂政を隠居させ、鴨方藩主であった章政を藩主とした。忠澄は木戸準一郎（孝允）と面談し、備中国諸藩の鎮撫を約束した。これに伴い、忠恭が備中国諸藩の恭順書を取り付けた。幕府方に就き鳥羽・伏見の戦いで敗れた備中松山藩は最後まで抵抗を見せたが、降伏し備中松山城も明け渡した。
明治2年（1869年）、総髪して三猿斎と名乗った。また、別号として竹林隠士とも称した。同年、有栖川より乗馬を下賜された。
明治4年（1871年）2月、岡山県大参事となるが、11月には辞職した。以後、岡山城下の下屋敷（荒手屋敷）に茶室（荒手茶寮）を構え、また、同じ岡山城下の少林寺に茶室（三猿堂）を結び、裏千家流の茶の湯を楽しんだ。また、自らも作陶を行い茶器を焼かせた。
明治11年（1878年）、旧臣救済のため児島湾開墾を目的とした伊木社を設立した。明治12年（1879年）、3000町歩の開墾を岡山県に出願したが、開墾事業は競争が激しく、事業に失敗し、多額の借財を抱えた。
明治14年（1881年）、従六位に叙される。明治19年（1886年）3月24日、死去、享年69。明治43年（1910年）11月16日、従四位を追贈される。
辞世は「人はみな月雪花をたのしめど我は深山の故計の下露」。